# 泰德·透納
泰德·透納（1938年11月19日—），原名羅伯特·愛德華·透納三世（英語：Robert Edward Turner III），美國新闻人，世界第一個電視新聞頻道有線電視新聞網的創辦者。於24歲繼承其自殺父親的遺產，并于1970年購買了亞特蘭大的一家電視台，創辦了透納廣播公司。
泰德·透納是1991年的時代年度風雲人物，并且熱心慈善，為聯合國捐助過大筆款項。於1991年和藝人珍·芳達結婚，而後於2001年離婚。
泰德·透納是2006年达美环球理解奖获得者。

## 外部連結
- 官方网站 （页面存档备份，存于）
- 透納基金会 （页面存档备份，存于）
- Ted Turner在互联网电影资料库（IMDb）上的資料（英文）
- Ted Turner on AskMen.com （页面存档备份，存于）
- Ted Turner speaks at The Global Philanthropy
- The Independent: "Turner becomes largest private landowner in US" （页面存档备份，存于）
- The United Nations Foundation （页面存档备份，存于）
- Sports Illustrated cover featuring Ted Turner （页面存档备份，存于）
- Ted Turner Reflects on the Time Warner/AOL Merger at Fora.Tv